# ارزباخ (استرباخ)
ارزباخ (به آلمانی: Erzbach) یک رود در آلمان است که در هسن واقع شده‌است.